# Småtrykssamlingen
Småtrykssamlingen på Det Kongelige Bibliotek, er en del af Danmarks Nationalbibliotek og befinder sig i Den Sorte Diamant på Slotsholmen
Småtrykssamlingen blev oprettet i 1902 som selvstændig samling. Men der findes også småtryk fra før oprettelsen. De ældste småtryk stammer helt tilbage til 1555.
Samlingen består (pr. 2010) af cirka 6,7 millioner tryk og fylder ca. seks hyldekilometer. Samlingen vokser med omkring 150 m årligt.
Småtryk defineres som institutioner, firmaer og foreningers aktuelle interne tryksager. Trods navnet småtryk er det ikke nødvendigvis små tryk. Der kan være alt fra etbladstryk til tykke kataloger. Typiske småtryk er vedtægter, årsberetninger, regnskaber, personaleblade, lokale idræts- og kirkeblade og politiske partiers lokale medlemsblade.
Desuden opbevares varekataloger med priser, kataloger for alle former for udstillinger, teater- og koncertprogrammer, telefonbøger og meget mere. Der er også en del visesamlinger f.eks. skillingsviser, viser på postkort, personelle lejlighedsviser og viser af navngivne forfattere.
Materialet modtages via pligtafleveringsloven og er for størstedelens vedkommende ikke katalogiseret, men ordnet i ca. 100 emnegrupper, der afspejler alle samfundslivets aspekter. Inden for de enkelte emnegrupper er materialet ordnet efter særlige retningslinjer, der er forskellige fra emne til emne. Materialet står i lukkede magasiner, men kan bestilles til brug på Læsesal Vest i Den Sorte Diamant og kan kopieres efter gældende regler.
Man kan finde materiale om så forskellige emner som Christiansborg Slots Brand 1884, andelsbevægelsens historie, de første fortrykte julebroderier og Københavns koncertrepertoire 1900-1935. Man kan også finde ud af, hvilken læsebog, man havde i skolen, hvad et par gummistøvler kostede i 1950'erne osv.
Samlingen kan benyttes af alle – forskere såvel som den alment interesserede bruger.

## Eksternt link
- Småtrykssamlingen på Det Kgl. Bibliotek